# Dercetina orientalis
Dercetina orientalis es una especie de insecto coleóptero de la familia Chrysomelidae.
Fue descrita científicamente en 1904 por Martin Jacoby.